# Ptychadena chrysogaster
Ptychadena chrysogaster é uma espécie de anfíbio da família Ranidae.
Pode ser encontrada nos seguintes países: Burundi, República Democrática do Congo, Ruanda, Tanzânia e Uganda.
Os seus habitats naturais são: florestas subtropicais ou tropicais húmidas de baixa altitude, savanas áridas, savanas húmidas e rios.